# Leevan Sands
Leevan Sands (* 16. srpna 1981, Nassau) je bahamský atlet, jehož specializací je trojskok.
K jeho největším úspěchům patří tři bronzové medaile, které postupně vybojoval na Hrách Commonwealthu 2002 v Manchesteru, na Mistrovství světa v atletice 2003 v Paříži a na letních olympijských hrách v Pekingu 2008.
Reprezentoval také na letní olympiádě 2004 v Athénách, kde však neprošel sítem kvalifikace. O rok později obsadil čtvrté místo na světovém šampionátu v Helsinkách, kde ho o bronzovou medaili připravil v poslední sérii Marian Oprea z Rumunska, který skočil o jediný centimetr dál. Těsně pod stupni vítězů, na čtvrtém místě skončil také na Mistrovství světa v atletice 2009 v Berlíně.
11. února 2006 měl pozitivní dopingový test na zakázanou látku, stimulans levomethamphetamine. Následně mu byl udělen půlroční trest (10. března 2006 - 9. září 2006).